# Lugéne Lewis
Lugéne Lewis, ook Luciën (1952 - 2021), was een Surinaams ex-militair. Wegens zijn betrokkenheid bij de Decembermoorden van 8 december 1982 werd hij in 2019 tot 15 jaar gevangenisstraf veroordeeld. Twee jaar later overleed hij. Hij heeft niet vastgezeten.
Lewis was werkzaam als militair in het Surinaamse leger en werd verdacht van betrokkenheid bij de Decembermoorden.  Hij maakte deel uit van de zogenaamde Verzorgingscompagnie maar werkte vooral als lijfwacht van Desi Bouterse. 

## Decembermoorden-proces
Lewis was een van de 25 verdachten die terecht moesten staan in het proces inzake de Decembermoorden dat in 2007 begon.
Volgens de Surinaamse politie zou hij destijds in Rotterdam wonen. Zijn dagvaarding werd daarom aangeplakt bij de ingang van de zittingszaal op de militaire basis in Boxel. Hij verscheen niet op de eerste formele zitting op 30 november 2007.
Op 29 november 2019 werd Lewis door de Surinaamse krijgsraad tot tien jaar gevangenisstraf veroordeeld.